# Монастырь Моштаница
Монастырь Моштаница (серб. Моштаница) в честь святого Архангела Михаила — монастырь Баня-Лукской епархии Сербской православной церкви. Расположен в 12 км к югу от города Козарска-Дубица Республики Сербской Боснии и Герцеговины в долине реки Моштаница на северном склоне Козары.

## История
По мнению Славко Вуясиновича, народное предание связывает имя монастыря с великомучеником Феодором Тироном, тело которого было сожжено на месте, где позднее возник монастырь. Частица его мощей (рука) хранилась в монастыре и поэтому его назвали Моштаницей. Сам Вуясинович считал, монастырь получил название из-за близости к небольшой реке Моштанице.
Дата основания монастыря неизвестна. Некоторые легенды связывают строительство с именем Стефана Драгутина, другие — со святым Саввой. Хорватский историк Франьо Рачки утверждал, что этот монастырь первоначально был католическим. Первым письменным упоминанием является Отечник, написанный в этом монастыре в 1579 году при игумене Григории. Сейчас эта книга хранится в Хиландаре.
В 1941 году монахи были изгнаны усташами, которые сожгли монастырь вместе с его ризницей и архивами. Часть архива монахам удалось спасти, но ныне неизвестно, где хранятся уцелевшие архивные документы. Монастырский крест также был утерян, однако впоследствии был обнаружен в монастыре Баньска, который передал его в один из музеев. Сотрудники музея, при этом, отказались вернуть его Моштанице.
Монастырь за свою историю разрушался и отстраивался 9 раз.
| Разрушение       | Восстановление | Комментарий |
| ---------------- | -------------- | --- |
| неизвестно       | 1557           | Дата первого разрушения неизвестна. Монастырь отстроен через после захвата турками Костайницы в 1556 году. Восстановление монастыря связывают с боснийским визирем Хасаном-пашой Предоевичом.                        |
| 1638             | 1642           | |
| 1683             | 1699           | Опустошён во время Великой Турецкой войны. Бежавшие монахи основали монастырь Комоговина. |
| 1716             | 1720           | Разрушен во время Австро-турецкой войны (1716—1718). |
| 1786             | 1792           | Монастырь был сожжён в ответ на сербское восстание против османской власти. |
| 1811             | 1833           | |
| 1858             | 1863           | Монастырь сожжён во время Кнешпольского восстания под предводительством Петра Поповича Пеции. |
| 16 сентября 1875 | 1883           | Сожжён в ходе Боснийского восстания. В 1885 году Пеция, который был убит в ходе этого восстания, перезахоронен в Моштанице.                                                                                          |
| 1941             | 1947           | Сожжён усташами. В июле 1942 году здания монастыря пострадали также от немецких бомбардировок. Восстановлен после войны. В 1953 году СФРЮ взяла монастырь под защиту, как важный исторический и культурный памятник. |